# Ärlången
För andra betydelser, se Ärlången (olika betydelser).
Ärlången (även Erlången) är en sjö i Linköpings kommun och Åtvidabergs kommun i Östergötland mellan Sturefors och Grebo. och ingår i Motala ströms huvudavrinningsområde. Sjön är 18 meter djup, har en yta på 4,84 kvadratkilometer och befinner sig 56,1 meter över havet. Sjön avvattnas av vattendraget Stångån. Vid provfiske har en stor mängd fiskarter fångats, bland annat abborre, gärs, gös och karpfisk (obestämd).
Sjön genomrinns i sin västra del av Stångån, tillika Kinda kanal. Vid västra delen av Ärlången ligger Sturefors slott och ett naturreservat med vackert eklandskap. Här har sjön delvis en slättkaraktär. Österut, mot Grebo, följer sjön en sprickdal och har bitvis ganska branta sidor. Mest framträdande är Käringberget på norra sidan, nära Grebo, med en hög klippbrant mot sjön.
I Ärlångens fiskbestånd ingår den rödlistade aspen. Det finns även rikligt med gös.

## Delavrinningsområde
Ärlången ingår i delavrinningsområde (646788-149844) som SMHI kallar för Utloppet av Ärlången. Medelhöjden är 88 meter över havet och ytan är 59,27 kvadratkilometer. Räknas de 106 avrinningsområdena uppströms in blir den ackumulerade arean 2 340,42 kvadratkilometer. Stångån som avvattnar avrinningsområdet har biflödesordning 2, vilket innebär att vattnet flödar genom totalt 2 vattendrag innan det når havet efter 88 kilometer. Avrinningsområdet består mestadels av skog (52 procent), öppen mark (12 procent) och jordbruk (23 procent). Avrinningsområdet har 5 kvadratkilometer vattenytor vilket ger det en sjöprocent på 8,4 procent. Bebyggelsen i området täcker en yta av 0,69 kvadratkilometer eller 1 procent av avrinningsområdet.

## Fisk
Vid provfiske har följande fisk fångats i sjön:
- Abborre
- Gärs
- Gös
- Karpfisk obestämd
- Lake
- Löja
- Mört
- Nors
- Sarv
- Siklöja
- Sutare